# Уголовное право в Шотландии
Уголовное право в Шотландии в значительно большей мере опирается на прецедентное право, чем в Англии или Уэльсе.

## Независимое подтверждение
Уникальной особенностью шотландского уголовного права является требование независимого подтверждения (corroboration): это означает, что событие и/или состав преступления должны быть подтверждены как минимум двумя независимыми свидетельствами и/или доказательствами. Таким образом, само по себе признание вины ещё не может повлечь уголовной ответственности, так как необходим как минимум ещё один источник подтверждения виновности. Независимое подтверждение не требуется ни в гражданском праве Шотландии, ни в праве Англии в целом.

## Обвинение
Вопросами обвинения занимается Королевская канцелярия и служба фискал-прокурора Шотландии (en:Crown Office and Procurator Fiscal Service, COPFS), которая расследует преступления и поддерживает обвинение в суде. Во главе прокурорской службы стоит лорд-адвокат (en:Lord Advocate), от имени которого выдвигаются все обвинения. Он назначает заместителя адвоката (Advocates Depute), выступающего в качестве государственного обвинителя от его имени перед Высшим уголовным судом Шотландии (англ. High Court of Justiciary), и фискал-прокуроров (en:Procurators Fiscal), поддерживающих обвинение в шерифских судах (en:Sheriff Court).
Частное обвинение (en:Private prosecution) в Шотландии довольно редкое явление. Поводом для возбуждения частного обвинения является так называемое «уголовное письмо», выдаваемое Высшим уголовным судом Шотландии с согласия лорда-адвоката.

## Вердикт «не доказано»
Другой уникальной особенностью шотландского права является тройная система вердиктов: в дополнение к традиционным «виновен» или «не виновен», шотландский суд также может вынести вердикт «не доказано». Как «не виновен», так и «не доказано» приводят к оправданию.
Такая система основана на исторической традиции, когда жюри присяжных поначалу должно было определить, доказана ли вина или не доказана. Если жюри считало вину доказанной, то суд затем решал, достаточны ли были факты для вынесения приговора. В настоящее время жюри присяжных решает вопрос о виновности после консультаций с судьёй, однако традиция вынесения вердикта «не доказано» сохранилась; как правило, такой вердикт означает «мы уверены, что он совершил это, но доказательств недостаточно».